# Rio Ródano
O Ródano desagua no lago Lemano, na França, para depois continuar seu caminho até ao mar Mediterrâneo.
O Ródano (em francês: Rhône) é um rio que nasce na Suíça e termina em França. Por desaguar no Mediterrâneo, é de extrema importância histórica desde a Antiguidade. Foi rota do comércio e meio de propagação de cultura e costumes para vários povos mediterrânicos e europeus. No século XX foi objecto de obras para melhorias na navegação e fornecimento de eletricidade. O rio percorre 290 km na Suíça, e entre 522 km, (Encyclopédie Larousse), ou 545 km (SANDRE) em território francês. Define em cerca de 3 km parte da fronteira França-Suíça, a oeste de Genebra.

## História
O rio Ródano tem sido uma importante via desde os tempos dos gregos e romanos. Foi a principal rota comercial do Mediterrâneo para o leste-central e a Gália. Como tal, ajudou a transmitir as influências culturais greco-romanas para a ocidental e para as tribos celtas que viviam perto do Ródano.

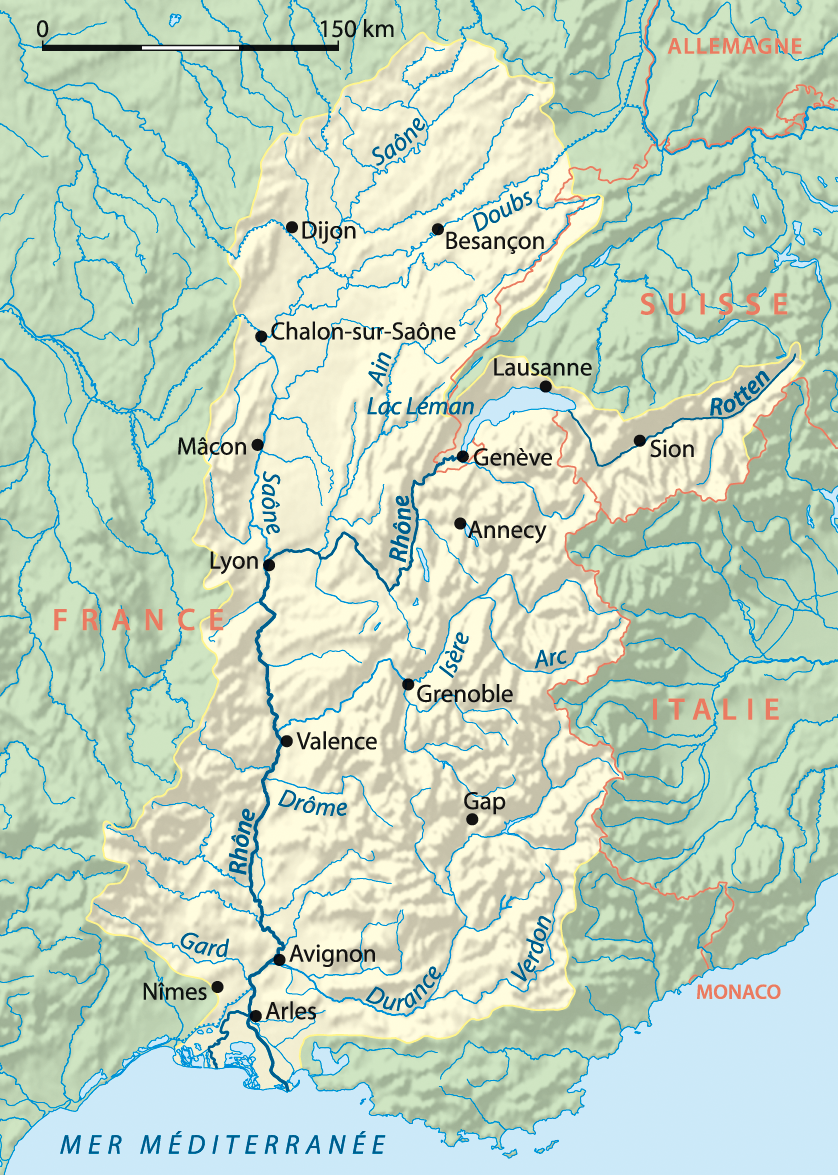
Rio Ródano.

O Ródano fluindo através dos vales dos Alpes suíços até chegar ao lago Lemano, na Suíça.

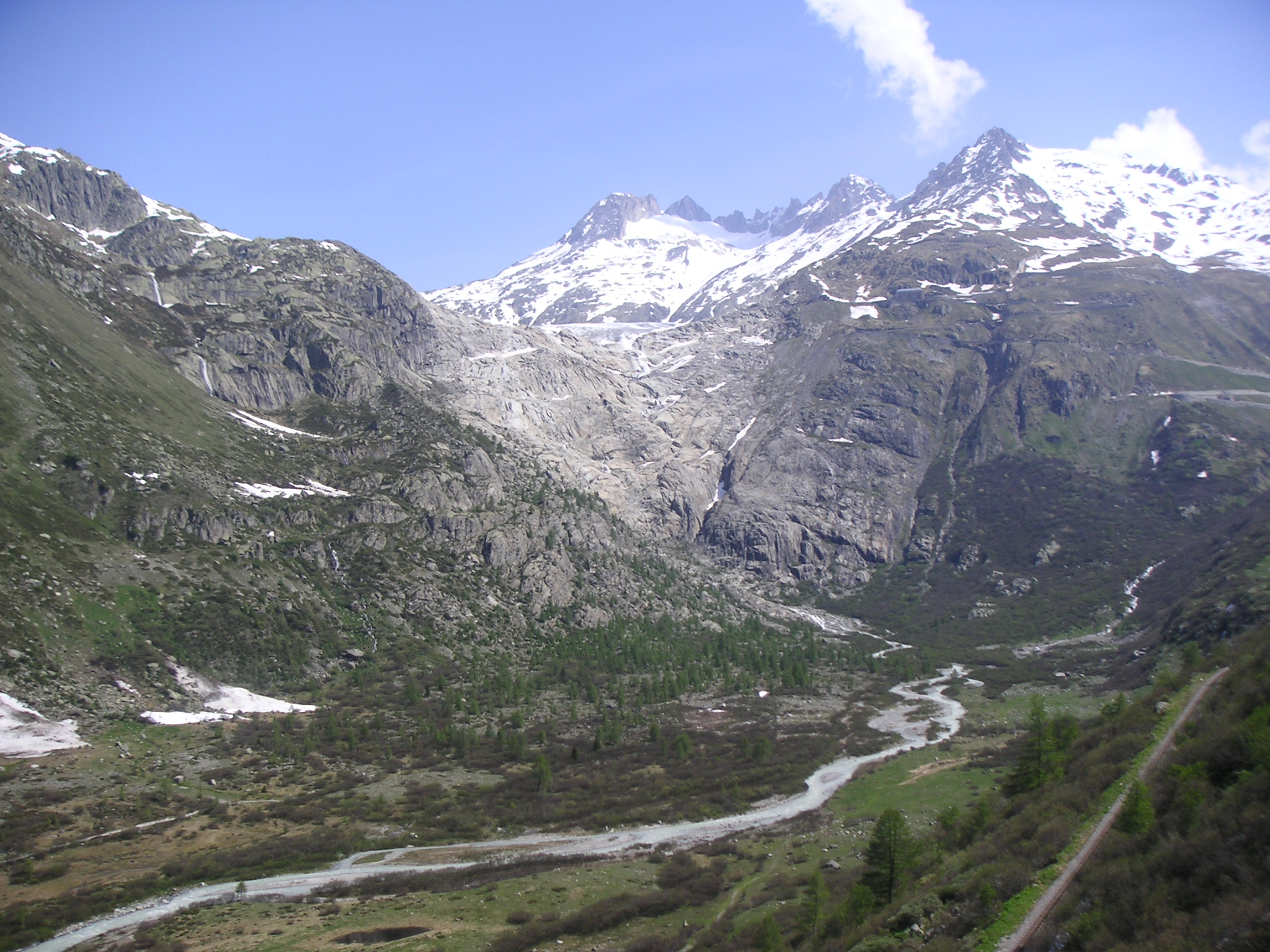
A geleira do Ródano perto de Obergoms, no cantão de Valais, Suíça, é a nascente do rio.

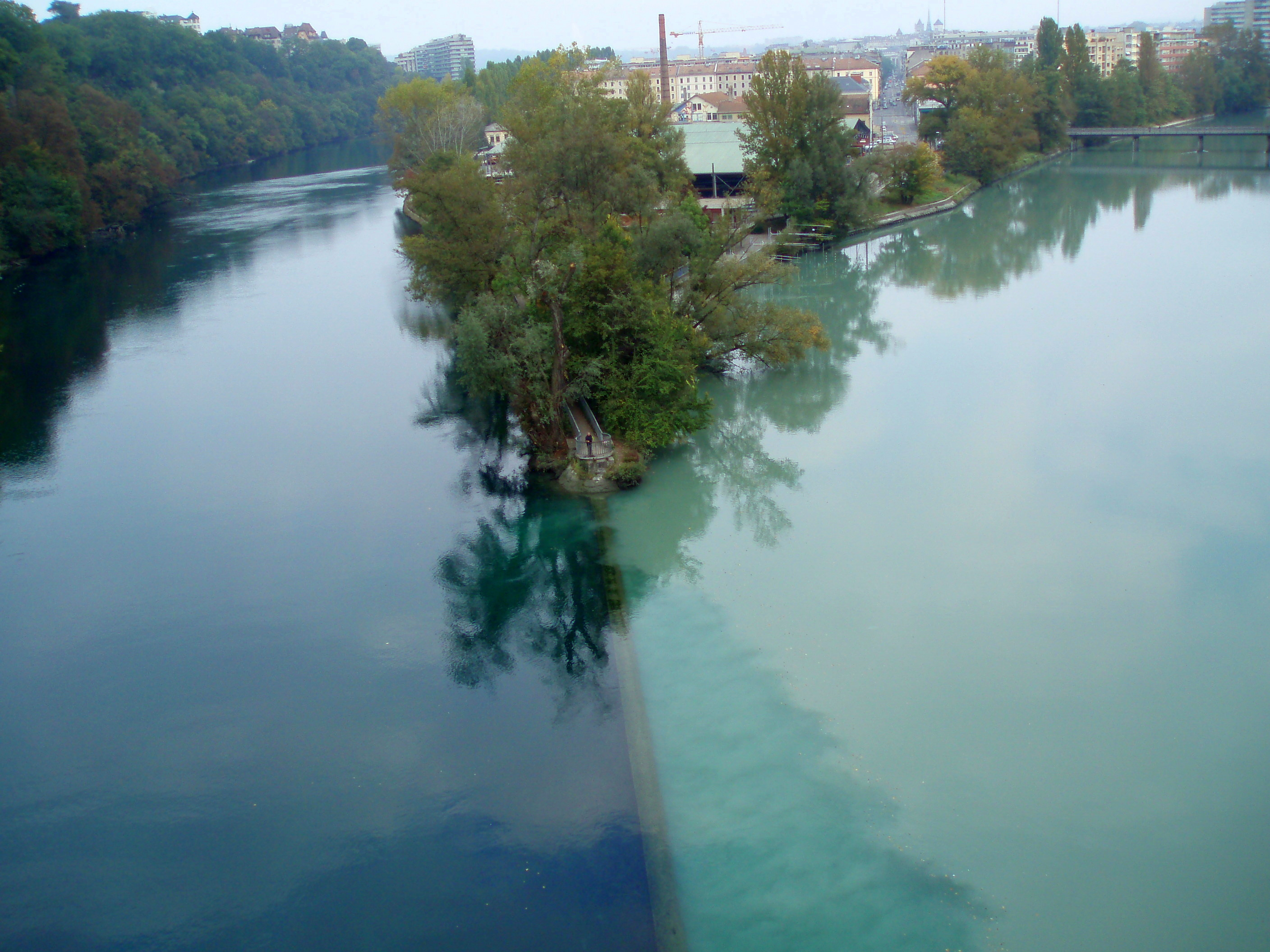
O Ródano (à esquerda) se une com o rio Arve em Genebra.

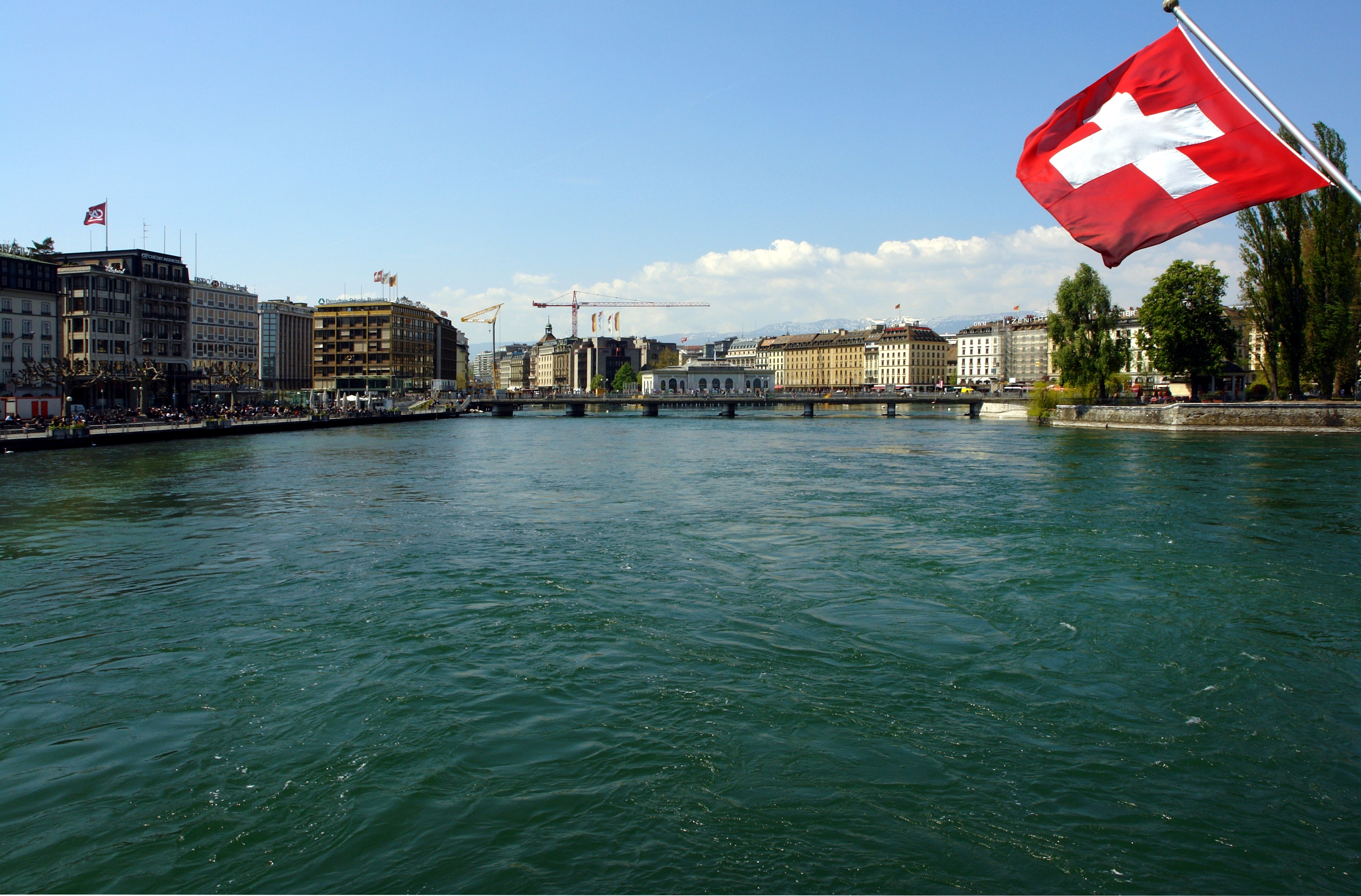
O Ródano em Genebra, Suíça.

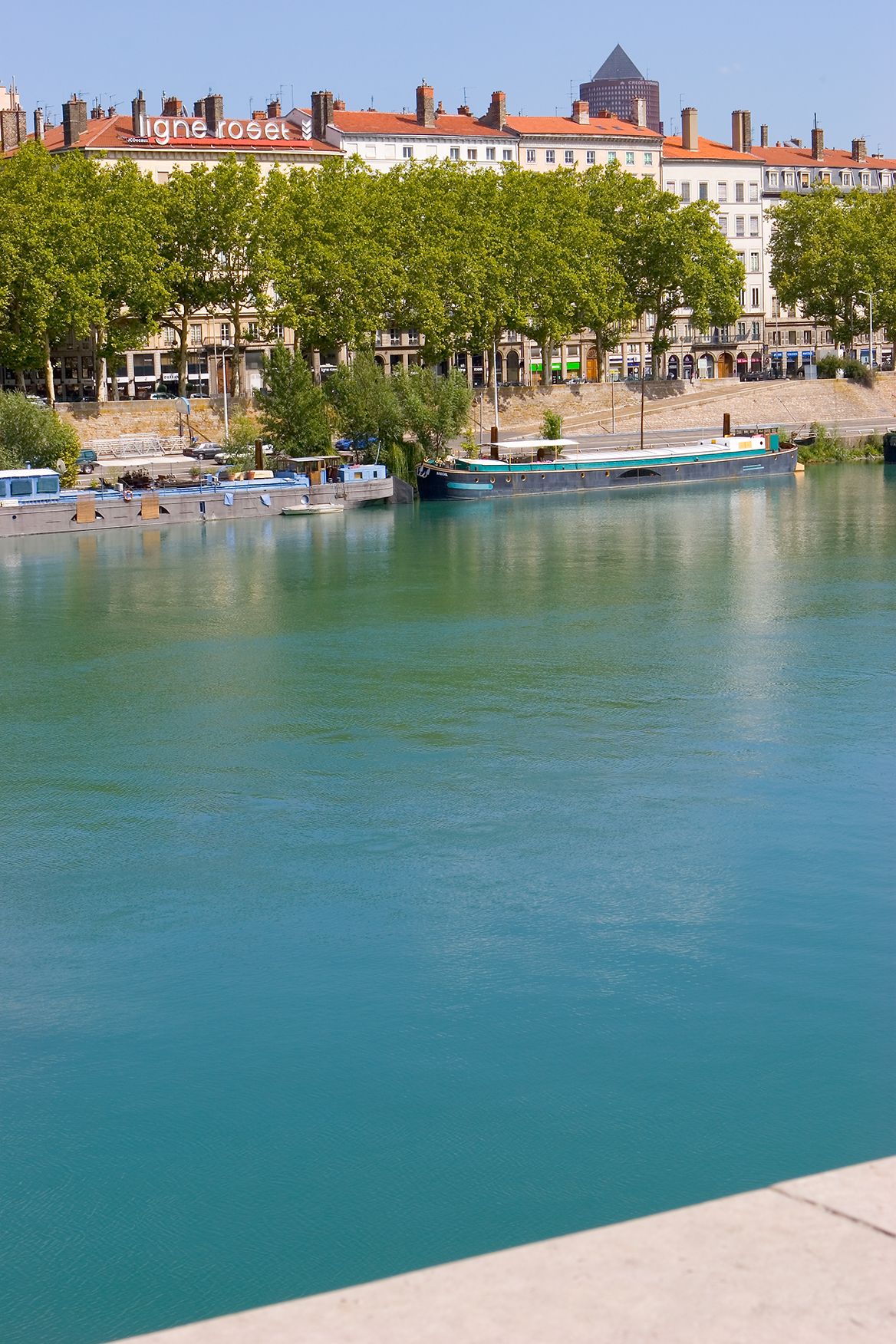
O Ródano atravessa a cidade de Lyon, França.

A navegação era difícil, pois o rio tinha correntes, bancos de areia, inundações na primavera e início do verão, quando o gelo estava derretendo, e as secas no final do verão. Até o século XIX, os passageiros viajavam em coches d'eau, carros de água levados por homens, cavalos, ou à vela. A maioria viajava com uma cruz pintada coberta de símbolos religiosos como proteção contra os perigos da jornada.
O comércio no rio superior utilizava barques du Rhône (veleiros do Ródano) de 30 por 3,5 metros, com uma capacidade de 75 toneladas. 50 a 80 cavalos eram utilizados para transportar os comboios com 5 a 7 embarcações. Bens eram transportados em Arles em barcaças à vela de 23 metros chamadas allèges d'Arles para a descida final até o Mediterrâneo.
Atualmente, o rio Ródano serve de hidrovia que liga cidades como Arles, Avinhão, Valence, Vienne, Lyon e outras cidades à margem do rio Saône como Villefranche-sur-Saône, Mâcon e Chalon-sur-Saône, a portos de cidades como Marselha, Sète, Gênova, Barcelona, entre outras, no Mar Mediterrâneo.

## Geografia

### Curso
O Ródano tem como nascente a geleira(pt-BR) ou glaciar(pt-PT?)do Ródano no cantão do Valais, nos Alpes suíços, a uma altitude de cerca de 2 150 metros.
Até Briga, na Suíça, o Ródano é uma torrente, que então se torna um grande rio de montanha correndo para sudoeste através de um vale glaciar. Entre Briga e Martigny, ele recolhe as águas na maior parte dos vales dos Alpes Peninos no sul, cujos rios se originam das geleiras dos grandes maciços de Monte Rosa, Dom e Grande Combin.
Depois de Martigny, o rio vira para noroeste e entra no lago Lemano (em francês:  Lac Léman) pelo Chablais Valaisano, perto da cidade suíça do Bouveret e sai na cidade de Genebra, no chamado lago de Genebra, antes de entrar na França. A vazão média anual do lago de Lemano é 570 m³/s.
Junta-se com o rio Saône em Lyon na França, virando-se para o sul. Ao longo do vale do Ródano unem-se à sua margem direita (oeste) com os rios Eyrieux, Ardèche, Cèze e Gardon que vêm das montanhas Cévennes, e na margem esquerda com os rios Isère, Drôme, Ouvèze e Durance que vêm dos Alpes.
Em Arles, o Ródano se divide em dois braços, formando o delta Camargue, com todos os ramos que fluem para o mar Mediterrâneo. O maior braço é chamado de "Grand Rhône", e o menor "Petit Rhône". A vazão média anual em Arles é de 2 300 m³/s.

### Principais afluentes
- Rio Arve
- Rio Ain
- Rio Saône
- Rio Isère
- Rio Drôme
- Rio Ardèche
- Rio Durance
- Rio Aigues
- Rio Ouvèze
- Rio Gard

### Principais cidades
Suíça:
- Sion
- Montreux (na beira do lago Léman)
- Lausanne (na beira do lago Léman)
- Genebra (na beira do lago Léman)

França:
- Évian-les-Bains (na beira do lago
- Thonon-les-Bains (na beira do lago Léman)
- Lyon
- Vienne
- Tournon
- Valença
- Montélimar
- Orange
- Avinhão
- Arles